# Don't Tap the Glass
Don't Tap the Glass (estilizado em letras maiúsculas) é o nono álbum de estúdio do rapper e produtor norte-americano Tyler, the Creator. Foi lançado em 21 de julho de 2025 pela Columbia Records, sucedendo seu lançamento de 2024, Chromakopia. O álbum conta com participações de Pharrell Williams (tanto com seu nome quanto com o pseudônimo Sk8brd), Madison McFerrin e Yebba.
Don't Tap the Glass não foi promovido por nenhum single de pré-lançamento. O álbum foi anunciado três dias antes de seu lançamento por meio de instalações artísticas durante a turnê Chromakopia: The World Tour, juntamente com um site promovendo produtos oficiais relacionados ao título do álbum. Especulações intensas sobre as participações e a lista de faixas — alimentadas por reportagens da mídia — foram desmentidas por Tyler na véspera do lançamento. Em 20 de julho, foi realizada uma audição do álbum em Los Angeles com 300 convidados, com proibição do uso de celulares e câmeras. O álbum recebeu críticas geralmente positivas da imprensa especializada.

## Antecedentes e lançamento

Logotipo do álbum Don't Tap the Glass.

Don't Tap the Glass é o álbum seguinte de Tyler, the Creator após Chromakopia (2024) e seu primeiro lançamento musical após sua participação na faixa "P.O.V.", do Clipse, presente no álbum Let God Sort Em Out (2025).

Caixas enigmáticas no site promocional.

O título foi usado pela primeira vez durante um show no Barclays Center, em 18 de julho de 2025, como parte da turnê Chromakopia: The World Tour; uma instalação artística foi posicionada do lado de fora do local, com uma figura dentro de uma caixa transparente, com o título escrito na frente. Uma instalação idêntica apareceu no World Trade Center. Tyler, que já vinha dando pistas sobre algo agendado para o dia 21 de julho, também gritou o título para o público. Após o show, o site da Golf Wang foi atualizado com novos produtos—incluindo discos de vinil, camisetas e bonés—com a identidade visual do álbum. Em 19 de julho, foi lançado o site (donttaptheglass.com), promovendo o álbum e vendendo produtos com a marca do álbum. O site também exibia três caixas nas cores azul, amarela e vermelha, respectivamente, com mensagens enigmáticas.
Uma lista de faixas falsa foi republicada no Twitter pela revista Complex em 19 de julho de 2025, incluindo supostas participações de Kendrick Lamar e Earl Sweatshirt, entre outros. A publicação viralizou entre os fãs, até que Tyler respondeu dizendo que as informações eram falsas; a Complex posteriormente deletou o tweet e pediu desculpas. Tyler também negou que o álbum fosse um álbum conceitual.
Na véspera do lançamento do álbum, Tyler organizou uma audição privada para 300 convidados, com a proibição de celulares e câmeras, no Hollywood Forever Cemetery. Depois do evento, ele disse aos fãs que foi uma das "noites mais incríveis da minha vida" e encorajou os ouvintes a curtirem o álbum "em volume máximo", enquanto "dançam, dirigem ou correm". Em uma publicação nas redes sociais, Tyler falou abertamente sobre os efeitos das filmagens em shows, atribuindo a isso a queda nas interações com a música através da dança:
Perguntei a alguns amigos por que não dançam em público e alguns disseram que é por medo de serem filmados. Pensei: caramba, uma forma natural de expressão e uma conexão que tinham com a música agora é um fantasma. Isso me fez pensar quanto do nosso espírito humano morreu por medo de virar meme, tudo por apenas estar se divertindo... Este álbum não foi feito para ficar parado. Dançar, dirigir, correr, qualquer tipo de movimento é recomendado para talvez entender o espírito dele. Somente em volume máximo.— Tyler, the Creator
Don't Tap the Glass foi lançado em 21 de julho de 2025 pela Columbia Records.

## Promoção
Horas após o lançamento do álbum, Tyler, the Creator divulgou um videoclipe para a faixa "Stop Playing with Me", que contou com participações de Clipse (os irmãos Pusha T e Malice), LeBron James e Maverick Carter.

## Composição
Don't Tap the Glass foi descrito por jornalistas como um álbum de hip hop, dance, house, funk e techno. Com 28 minutos e 30 segundos de duração, Don't Tap the Glass é o álbum de estúdio mais curto da discografia de Tyler, the Creator e o segundo lançamento mais curto de sua carreira, atrás apenas do EP Music Inspired by Illumination & Dr. Seuss' The Grinch (2018), que tem dez minutos e vinte e dois segundos. Don't Tap the Glass possui 10 faixas—o menor número de faixas em qualquer álbum de estúdio de Tyler.
A faixa de abertura, "Big Poe", sampleia "Roked", de Shye Ben Tzur, no início da música, e "Pass the Courvoisier, Part II", de Busta Rhymes, com participações de Sean Combs e Pharrell Williams. A nona faixa, "I'll Take Care of You", sampleia "Cherry Bomb", do próprio Tyler, the Creator, e "Knuck If You Buck", do Crime Mob, com Lil Scrappy.

## Recepção da crítica
| Críticas profissionais | Críticas profissionais |
| Pontuações agregadas   | Pontuações agregadas   |
| Fonte                  | Avaliação              |
| ---------------------- | ---------------------- |
| Metacritic             | 79/100                 |
| Avaliações da crítica  |                        |
| Fonte                  | Avaliação              |
| Clash                  | 7/10                   |
| Consequence            | B+                     |
| The Line of Best Fit   | 8/10                   |
| Rolling Stone          | [ 24 ]                 |

No Metacritic, que atribui uma média ponderada de 0 a 100 com base em resenhas de críticos da grande mídia, o álbum obteve uma pontuação de 79, com base em 5 avaliações.
Na crítica de John Amen para o site The Line of Best Fit, ele concluiu que "Tyler não rompe com o passado tanto quanto reformula o terreno já existente", destacando o quanto o artista é multifacetado. Shahzaib Hussain, da revista Clash, descreveu o álbum como "uma mistura sagaz e insinuante de aventuras dançantes que alivia a sobrecarga conceitual, aperta o botão de reinício e celebra a diversão". Escrevendo para o site HotNewHipHop, Gabriel Bras Nevares deu uma crítica positiva ao álbum, chamando-o de "o LP mais curto, mais doce, mais direto e mais debochado de toda sua discografia".

## Lista de faixas
Todas as faixas foram produzidas e escritas por Tyler, the Creator.
| Lista de faixas de Don't Tap the Glass |                                                            | |         |  |
| N.º                                    | Título                                                     | Compositor(es) | Duração |  |
| 1.                                     | "Big Poe" (com Pharrell Williams e participação de Sk8brd) | Tyler Okonma Pharrell Williams Jonathan Greenwood Shye Tzur James Jackson Dominick Lamb Bryan Higgins Trevor Smith Denny Randell Bernard Edwards Nile Rodgers Ali Muhammad Michel Tyler Chad Hugo Sandy Linzer Malik Taylor Kamaal Fareed | 3:02    |  |
| 2.                                     | "Sugar on My Tongue"                                       | | 2:33    |  |
| 3.                                     | "Sucka Free"                                               | | 2:41    |  |
| 4.                                     | "Mommanem"                                                 | Tyler Okonma Tommi Eckart Nicholas Deinhardt | 1:15    |  |
| 5.                                     | "Stop Playing with Me"                                     | | 2:13    |  |
| 6.                                     | "Ring Ring Ring"                                           | Tyler Okonma Ray Parker Jr. | 3:21    |  |
| 7.                                     | "Don't Tap That Glass / Tweakin'"                          | Tyler Okonma Todd Shaw Tommy Wright III | 3:42    |  |
| 8.                                     | "Don't You Worry Baby" (com Madison McFerrin)              | Tyler Okonma Madison McFerrin Isiah Pinkney Robert F. Gordon Carlos Morgan | 2:58    |  |
| 9.                                     | "I'll Take Care of You" (com Yebba)                        | Tyler Okonma Abigail Smith Brittany Carpentero Chris Henderson Jarques Usher Jonathan Lewis Alphone Smith Venetia Lewis | 3:20    |  |
| 10.                                    | "Tell Me What It Is"                                       | | 3:22    |  |
| Duração total:                         | Duração total:                                             | Duração total: | 28:30   |  |

| Versões físicas do álbum |                |         |  |
| N.º                      | Título         | Duração |  |
| 10.                      | "Down Bad"     | 2:00    |  |
| Duração total:           | Duração total: | 30:30   |  |

### Créditos de samples
De acordo com a revista Dazed, da NPR e da revista XXL:
- "Big Poe" inclui samples de "Pass the Courvoisier, Part II", escrita por Chad Hugo, Jermaine Denny, Trevor Smith e Pharrell Williams; e interpretada por Busta Rhymes, com P. Diddy e Pharrell; e também de "Roked", escrita por Shye Ben Tzur, interpretada por Jonathan Greenwood, a Rajasthan Express e Shye Ben Tzur.

- "Ring Ring Ring" inclui samples de "All in the Way You Get Down", escrita e interpretada por Ray Parker Jr. com o grupo Raydio.

- "Don't Tap That Glass / Tweakin'" inclui samples de "Booman", escrita por Hykeem Carter Jr., Nii Morton e Sam Nortey; e interpretada por Baby Keem; "Dope Fiend Beat", escrita por Todd Shaw e interpretada por Too Short; e "Meet Yo Maker", escrita e interpretada por Tommy Wright III.

- "Don't You Worry Baby" interpola letras de "Let Me Ride", escrita por Carlos Morgan, Isiah Pinkney e Robert "Flash" Gordon; e interpretada por 12 Gauge; e inclui samples de "Tootsee Roll", escrita por Albert V. Bryant e Pat Hicks, interpretada por 69 Boyz.

- "I'll Take Care of You" inclui samples de "Cherry Bomb", escrita e interpretada por Tyler Okonma; e também de "Knuck If You Buck", escrita por Brittany Carpentero, Chris Henderson, Jarques Usher, Jonathan Lewis e Venetia Lewis; interpretada pelo Crime Mob.

- "Tell Me What It Is" interpola letras de "Millionaire", escrita por André Benjamin, Douglas Davis, Kelis Rogers e Ricky Walters; interpretada por Kelis com participação de André 3000.

## Créditos
Créditos adaptados de Qobuz.
- Tyler, the Creator – produtor executivo, produtor (todas as faixas), gravação (todas as faixas)
- Vic Wainstein – gravação (faixas 2–3, 6, 8–10)
- Ivan Marcelo – assistente de gravação (faixas 3, 6)
- Garrett Duncan – assistente de gravação (faixa 8)
- Danforth Webster – assistente de gravação (faixa 9)
- Collin Clark – assistente de gravação (faixa 10)
- Neal H Pogue – mixagem (todas as faixas)
- Zachary Acosta – assistente de mixagem (todas as faixas)
- Mike Bozzi – masterização (todas as faixas)
- Ron "T.nava" Avant – vocoder (faixas 2–3, 6)